# NGC 6152
NGC 6152 (другие обозначения — OCL 961, ESO 179-SC9) — рассеянное скопление в созвездии Наугольник.
Этот объект входит в число перечисленных в оригинальной редакции «Нового общего каталога».